# Tratnikov graben
Tratnikov graben je gorski potok, ki svoje vode zbira na južnih pobočjih Kamniškega vrha (1259 m) in je desni pritok potoka Bistričica. Ta se nato kot desni pritok izliva v reko Kamniška Bistrica. Zgornji tok Tratnikovega grabna se imenuje Pohek.